# Formica moki
Formica moki é uma espécie de formiga do gênero Formica, pertencente à subfamília Formicinae.